# Martin Buchan
Martin McLean Buchan (ur. 6 marca 1949 w Aberdeen) – szkocki piłkarz występujący na pozycji obrońcy oraz trener.

## Kariera klubowa
Zawodową karierę rozpoczął w 1966 roku w zespole Aberdeen, z którym w 1970 zdobył Puchar Szkocji, a w 1971 wywalczył wicemistrzostwo Szkocji. W 1967 był wypożyczony do amerykańskiego Washington Whips. W barwach Aberdeen rozegrał 134 spotkania i zdobył 9 bramek w Scottish Division One.
Na początku 1972 przeszedł do angielskiego Manchesteru United. W Divsion One zadebiutował 4 marca 1972 w przegranym 0:2 pojedynku z Tottenhamem Hotspur. W 1974 spadł z zespołem do Division Two, ale po roku wrócił z nim do Division One. W 1977 roku zdobył z Manchesterem Puchar Anglii oraz Tarczę Wspólnoty, a w 1983 roku ponownie Puchar Anglii.
W 1983 przeszedł do Oldham Athletic z Division Two, gdzie zakończył karierę w 1985.

## Kariera reprezentacyjna
W reprezentacji Szkocji Buchan zadebiutował w 1971 roku. W 1974 roku został powołany do kadry na mistrzostwa świata. Zagrał na nich w meczach z Brazylią (0:0) i Jugosławią (1:1). Tamten turniej Szkocja zakończyła na fazie grupowej.
W 1978 roku Buchan ponownie znalazł się w zespole na mistrzostwa świata. Wystąpił na nich w pojedynkach z Peru (1:3), Iranem (1:1) i Holandią (3:2). Z tamtego turnieju Szkocja odpadła po fazie grupowej. W latach 1971–1978 w drużynie narodowej rozegrał w sumie 34 spotkania.